# WinCDEmu
WinCDEmu es una utilidad de código abierto para montar archivos imagen de disco en Microsoft Windows. Instala en Windows un dispositivo controlador que permite al usuario acceder a una imagen de un CD o DVD como si fuera una unidad física. WinCDEmu soporta imágenes ISO, CUE/BIN, CCD/IMG], NRG, MDS/MDF] y formatos RAW.

## Soporte de idiomas
WinCDEmu soporta 38 idiomas:
Alemán, árabe, bengalí, búlgaro, catalán, chino simplificado, chino tradicional, danés, eslovaco, español, estonio, persa, finés, francés, griego, hebreo, húngaro, inglés, italiano, japonés, coreano, lituano, macedonio, malayo, noruego, polaco, portugués (Brasil), portugués, rumano, ruso, serbio, sueco, tamil, turco, ucraniano, uzbeko.